# Imperia TV
Imperia TV è stata un'emittente televisiva locale ligure fondata da Francesco Zunino e Giannina Giacobbi nel 1986 che trasmetteva in tutta la Liguria.

## Storia
Nata dopo il fallimento di TeleImperia, avvenuto nel 1986, grazie alla quale i proprietari riescono a coprire parte del ponente ligure. Sin dagli inizi Imperia TV presenta una programmazione dedicata al territorio ed all'informazione, con numerose rubriche informative e programmi molto seguiti. Inizialmente irradia le proprie trasmissioni sull'UHF 24 nell'imperiese, per poi coprire anche gran parte della Provincia di Savona, del basso Piemonte e della Costa azzurra, grazie anche all'acquisto delle frequenze UHF 44 e 27.
L'emittente viene chiusa il 28 maggio 2020.